# Гега (село)
Ге́га (болг. Гега) — село в Благоєвградській області Болгарії. Входить до складу общини Петрич.

## Населення
За даними перепису населення 2011 року у селі проживали 238 осіб, з них 235 осіб (99,2 %) — болгари.
Розподіл населення за віком у 2011 році:
Динаміка населення: